# 森本葵

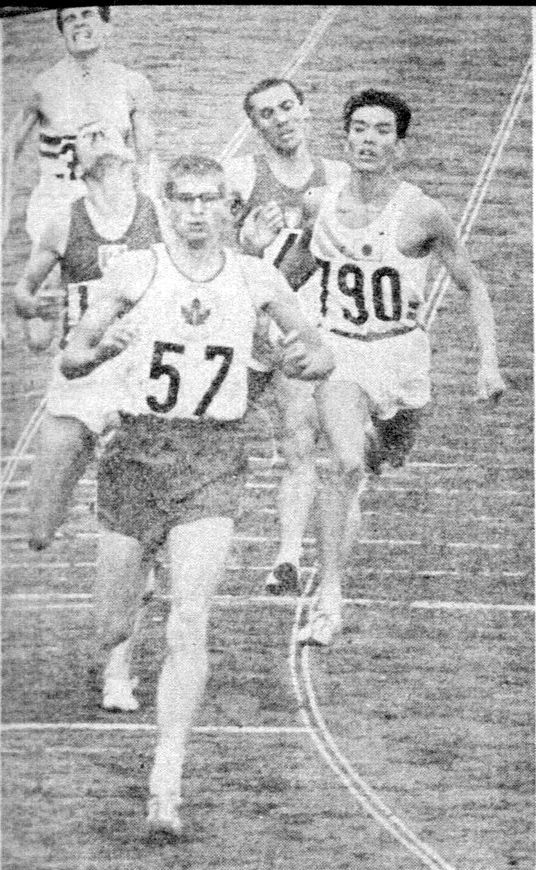
ベースボール・マガジン社『陸上競技マガジン = Track & field magazine』第15巻第3マガジン = Track & field magazine』第15巻第3号（1965年）より森本葵（右）

森本 葵（もりもと まもる、1939年7月11日 - 2021年2月28日）は、日本の陸上競技選手、陸上競技指導者、体育学者。駒澤大学名誉教授。元800m日本記録保持者。1964年東京オリンピック日本代表。
駒澤大学陸上競技部監督として2000年に箱根駅伝初優勝に導くなど、同大の礎を築いた。同総監督、顧問を歴任。日本学生陸上競技連合参与を務めた。

## 来歴
三重県二見町出身。三重県立宇治山田商業高等学校、中央大学卒業。高校入学時は野球部だったが、脚力を買われ陸上部に加わり高校駅伝に出場。県大会で1区区間賞を獲得したのを契機に陸上の道へと進む。元プロ野球選手の中村稔は高校の同期。東京五輪当時はマラソン優勝の裸足のアベベ・ビキラ選手と同じ身長、体重だった。身長178cm。
中央大学陸上競技部在籍時に出場した日本陸上競技選手権大会では、第44、45、47回大会（1960-61、63年）の男子800mで優勝を飾った。卒業後はリッカーに所属しながらドイツマインツ大学へ留学。1962年、アムステルダムの競技会で1分50秒9の日本タイ記録を出し、翌年には日本記録を4度更新。1分48秒1まで短縮した。
1963年のポルト・アレグレユニバーシアードでは日本選手団キャプテンを務めた。1964年6月11日、留学先のドイツ・マインツで800mで1分47秒4の日本新記録を樹立。この記録は1993年法政大学の小野友誠によって更新されるまで、28年10か月の間日本記録として残った。東京オリンピック男子800mの日本代表であり、同種目で優勝したピーター・スネル（ニュージーランド）らと共に優勝候補の一人だった。
森本はマインツから8月に帰国したが、その年の日本は猛暑だったことと、急性肝炎を患ってしまい、オリンピック出場は厳しいと言われたが、日本の期待を背負い、東京オリンピックでは準決勝6着に敗退した。準決勝後はそのまま緊急搬送。森本が急性肝炎を患ったことが新聞に報じられると、日本中の有志から回復祈願として肝臓に良いとされる蜆が届けられたという。準決勝敗退については、日本人初の五輪金メダリストで東京五輪陸上チーム総監督を務めた織田幹雄が後に「期待されていただけに今思い返しても残念だった」と語っている。本人は早めに日本に帰国し、調整してのぞめば良かったと後悔している。また、最終聖火ランナー候補だったが、翌日が800mの予選だったために監督から『予選に集中しよう』ということで辞退した。
1966年バンコク・アジア大会を最後に現役を引退。
リッカーを退社後、1967年に駒澤大学陸上競技部監督に就任。「同好会」として初めて箱根駅伝に出場した同校にとって指導者の獲得は急務であり、その白羽の矢が立ったのが森本だった。苦心を重ねたが、1995年に大八木弘明をコーチに迎えて強化を開始すると、1997年第9回出雲駅伝で駒澤大学を初優勝に導いた。1998年第10回出雲駅伝では連覇を飾り、第30回全日本大学駅伝対校選手権大会を制するなど駒澤大学を駅伝の強豪校へと育て上げた
。
2004年に監督を勇退した後は総監督、顧問を歴任。この間、駒澤大学経営学部教授をつとめ、ランニング、ウォーキングの科学的考察を行う。2007年、アール・エフ・ラジオ日本で「箱根駅伝2007! ライブ放送」の往路解説を務めた。2020年11月1日の午後に体調を崩し病院に運ばれ、それからは入院していた。
2021年2月28日12時28分、腹部動脈瘤破裂のため東京都三鷹市の病院で死去。81歳没。

## 家族
- 長女の森本蘭は1989年のユニチカ・キャンペーンガール。CanCamモデルとして活躍。
- 次女の森本鶴は1994年の広島アジア大会・サッカーの日本代表となり、その後イタリアに渡り1年間セリエA・ラツィオに所属するなど、日本女子サッカー黎明期に活躍した選手。

## 受賞
- 2005年 日本学生陸上競技連合 功労賞

## 著作
- 「保健体育理論」 科学書院、1976年
- 「保健体育概論」 カヅサ出版、1983年

「国立国会図書館」を参照

### 論文
- CiNii